# حمدان بن ناصر الدولة
حمدان بن الحسن بن أبي الهيجاء عبد الله بن حمدان أحد أمراء الدولة الحمدانية في نصيبين، قُتل من قبل أخيه أبو تغلب بعد عدة معارك بينهما على السلطة.